# Bruno Toniolli
Bruno Toniolli (* 29. August 1943 in Bozen) ist ein ehemaliger italienischer Eisschnellläufer.

## Werdegang
Toniolli, der für den G.S. Fiamme Oro startete, wurde fünfmal italienischer Meister im Großen Vierkampf (1970–1972, 1975, 1976) und nahm von 1966 bis 1976 an internationalen Wettbewerben teil. Dabei kam er bei der Mehrkampfweltmeisterschaft 1969 in Deventer auf den 25. Platz und bei der Mehrkampfweltmeisterschaft 1970 in Oslo auf den 32. Rang im Großen Vierkampf. In der Saison 1970/71 lief er Mehrkampfweltmeisterschaft 1971 in Göteborg auf den 20. Platz, bei der Mehrkampfeuropameisterschaft 1971 in Heerenveen auf den 18. Rang im Großen Vierkampf und bei der Sprintweltmeisterschaft 1971 in Inzell auf den 25. Platz im Sprint-Mehrkampf. In der Saison 1971/72 belegte er bei der Mehrkampfeuropameisterschaft 1972 in Davos den 18. Platz im Großen Vierkampf und bei den Olympischen Winterspielen 1972 in Sapporo den 25. Platz über 500 m, den 18. Rang über 1500 m, den 17. Platz über 5000 m sowie den 16. Platz über 10.000 m. In den folgenden Jahren erreichte er bei der Mehrkampfweltmeisterschaft 1973 in Deventer den 23. Platz, bei der Mehrkampfeuropameisterschaft 1973 in Grenoble den 20. Rang, bei der Mehrkampfweltmeisterschaft 1975 in Oslo den 22. Platz und bei der Mehrkampfeuropameisterschaft 1975 in Heerenveen den 14. Platz im Großen Vierkampf. In der Saison 1975/76 kam er bei der Mehrkampfweltmeisterschaft 1976 in Heerenveen auf den 29. Platz und bei der Mehrkampfeuropameisterschaft 1976 in Oslo auf den 22. Rang im Großen Vierkampf. Beim Saisonhöhepunkt, den Olympischen Winterspielen 1976 in Innsbruck, belegte er den 23. Platz über 500 m, den 19. Rang über 1500 m und den 14. Platz über 1000 m. Seit den 1990er Jahren nimmt er an Eisschnelllaufwettbewerben der Senioren teil.

## Erfolge

### Olympische Spiele
- 1972 Sapporo: 16. Platz 10.000 m, 17. Platz 5000 m, 18. Platz 1500 m, 25. Platz 500 m
- 1976 Innsbruck: 14. Platz 1000 m, 19. Platz 1500 m, 23. Platz 500 m

### Mehrkampf-Weltmeisterschaften
- 1969 Deventer: 25. Platz Großer Vierkampf
- 1970 Oslo: 32. Platz Großer Vierkampf
- 1971 Göteborg: 20. Platz Großer Vierkampf
- 1973 Deventer: 23. Platz Großer Vierkampf
- 1975 Oslo: 22. Platz Großer Vierkampf
- 1976 Heerenveen: 29. Platz Großer Vierkampf

### Sprint-Weltmeisterschaften
- 1971 Inzell: 25. Platz Sprint-Mehrkampf

### Mehrkampf-Europameisterschaften
- 1971 Heerenveen: 18. Platz Großer Vierkampf
- 1972 Davos: 18. Platz Großer Vierkampf
- 1973 Grenoble: 20. Platz Großer Vierkampf
- 1975 Heerenveen: 14. Platz Großer Vierkampf
- 1976 Oslo: 22. Platz Großer Vierkampf

## Persönliche Bestzeiten
| Disziplin | Zeit         | Datum             | Ort      |
| --------- | ------------ | ----------------- | -------- |
| 500 m     | 40,55 s      | 17. März 1976     | Almaty   |
| 1000 m    | 1:20,63 min  | 17. März 1976     | Almaty   |
| 1500 m    | 2:04,60 min  | 18. Dezember 1971 | Davos    |
| 3000 m    | 4:25,20 min  | 4. Dezember 1971  | Inzell   |
| 5000 m    | 7:41,20 min  | 13. Februar 1971  | Göteborg |
| 10.000 m  | 16:00,00 min | 13. März 1971     | Inzell   |